# Bergkvastmossa
Bergkvastmossa (Dicranum fuscescens) är mossa i släktet kvastmossor som växer på murken ved eller vid basen på trädstammar och på bergväggar, men även på fuktig mark i skogstrakter och på fjällhedar.

## Beskrivning
Bergkvastmossan blir cirka 10 centimeter hög och är grön med ett tuvbildande växtsätt. Det är en bladmossa, bladen är smala, 4-8 millimeter långa och har inrullad kant vid spetsen. Vid torka blir bladen krusiga. Mossans sporhus är avlånga, böjda och sitter på upprätta skaft.

## Utbredning
Bergkvastmossa är en vanlig mossa som har vid utbredning. I Sverige förekommer den över hela landet. Det finns flera olika varieteter, som uppvisar vissa skillnader i utseende och förekommer i olika habitat.